# Премия имени К. И. Скрябина
Премия имени К. И. Скрябина — научная награда Российской академии наук. Присуждается Отделением общей биологии Российской академии наук за выдающиеся исследования в области гельминтологии и паразитологии.
Премия названа в честь выдающегося советского биолога, основателя отечественной гельминтологической науки, Героя Социалистического Труда, академика К. И. Скрябина (1878—1972).

## Награждённые ученые
- 1980 — Боев, Сергей Николаевич — за цикл работ на тему «Легочные нематоды жвачных животных и меры борьбы с ними».
- 1983 — Добровольский, Андрей Александрович — за цикл работ в области гельминтологии[1]
- 1984 — Рыжиков, Константин Минаевич — за цикл работ на тему «Гельминты птиц фауны СССР».
- 1986 — Бессонов, Андрей Стефанович — за цикл работ на тему «Диагностика, терапия и профилактика важнейших гельминтозов».
- 1990 — Спасский, Алексей Андреевич — за серию работ по цестодологии.
- 1990 — Спасская, Лидия Петровна — за серию работ по цестодологии.
- 1992 — Сонин, Марк Дмитриевич — за серию работ по фауне и систематике нематод.
- 2000 — Шигин, Александр Александрович — за серию работ по биологии трематод рода Diplostomum.
- 2002 — Мовсесян, Сергей Оганесович — за серию работ «Изучение видового разнообразия, таксонометрии и систематики цестод подотряда Davaineata Skrjbin, 1940».
- 2005 — Романенко, Николай Алексеевич — за серию работ по санитарной гельминтологии.
- 2008 — Беэр, Сергей Алексеевич — за серию работ «Церкариозы в урбанизированных экосистемах».
- 2011 — Сергиев, Владимир Петрович — за «Атлас клинической паразитологии и тропической медицины».
- 2014 — Пугачев, Олег Николаевич — за «Каталог паразитов пресноводных рыб Северной Азии» в четырёх томах.
- 2017 — Архипов, Иван Алексеевич — за монографию «Антигельминтики: фармакология и применение» и цикл работ по терапии гельминтозов
- 2020 — Теренина, Надежда Борисовна — за серию научных работ «Нейромедиаторы у гельминтов и нейробиологические аспекты взаимоотношений паразита и хозяина»